# Küstenländer (Dalmatien)

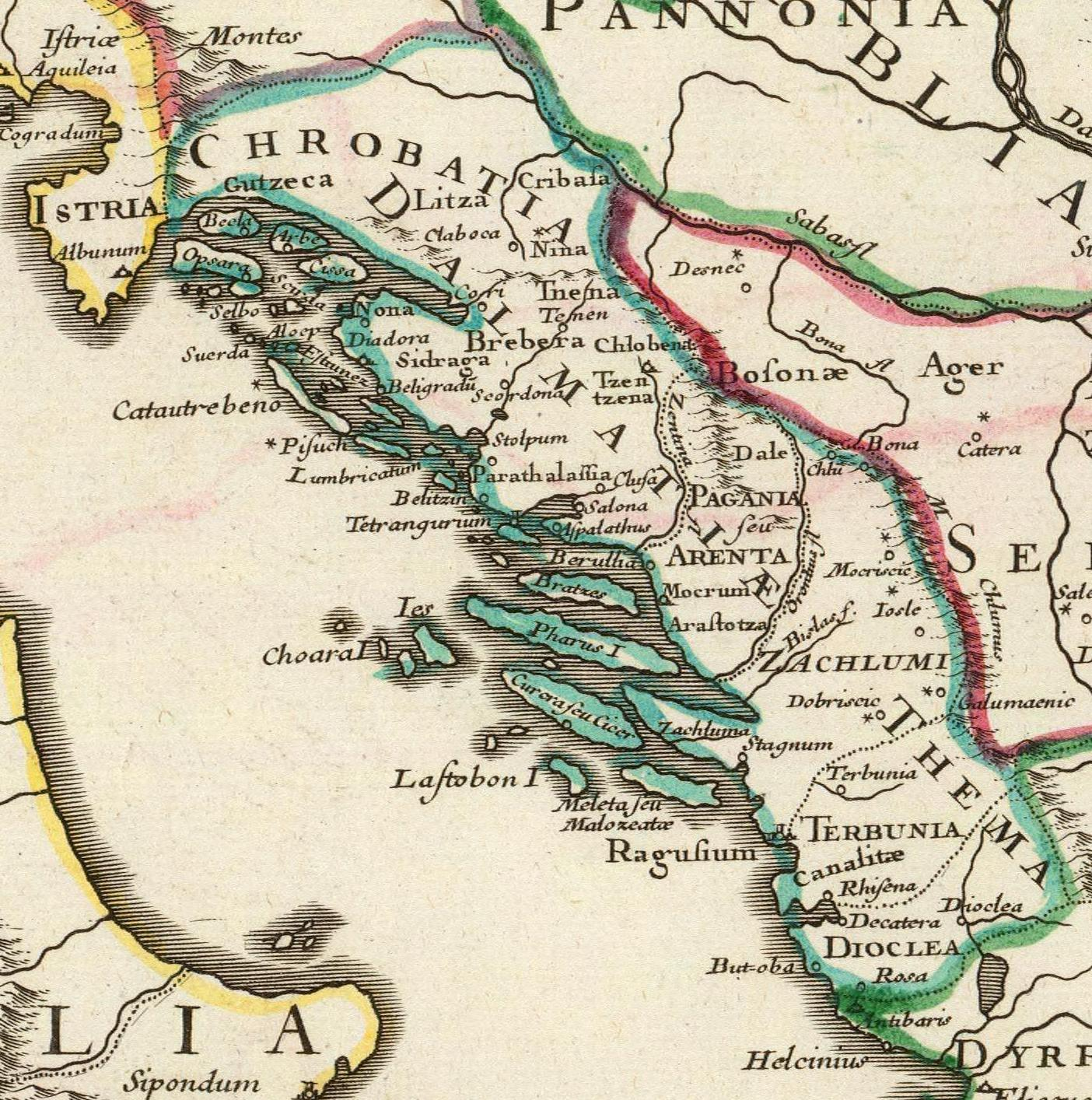
Die Küstenländer auf einer Karte aus dem 18. Jahrhundert

Die Küstenländer auf einer neueren Karte

Als Küstenland (lateinisch [Regio] Maritima, slawisch Primorje, serbokroatisch primorje, primorske zemlje bzw. pomorje, pomorske zemlje) wurde im Mittelalter eine Region in Dalmatien bezeichnet, welche die südslawischen Fürstentümer Dioklitien (oder Zeta), Travunien und Zahumlje am Adriatischen Meer umfasste.
Die in das 11. Jahrhundert datierte und nicht unumstrittene sogenannte Chronik des Priesters von Duklja, auch genannt „Das Königreich der Slawen“ (Regnum Sclavorum), teilt das slawische Königreich in das Küstenland (Maritima = Primorje) und das Hinterland (Transmontana = Zagorje). Der anonyme Autor, höchstwahrscheinlich ein Priester (Presbyter Diocleas), identifiziert das Küstenland als Dalmatien, unterteilt in Niederdalmatien (Dalmatia inferior) bzw. Weißkroatien (Croatia alba), bis zum Fluss Neretva sowie Oberdalmatien (Dalmatia superior) bzw. Rotkroatien (Croatia rubea), von der Neretva bis zur albanischen Küste nördlich von Durrës. Weiterhin wird von einer späteren Teilung des Hinterlandes in die Länder Raszien (Rascia) und Bosnien (Bosna) berichtet.
Ab dem späten 13. Jahrhundert wurden zum Küstenland oftmals die albanischen Küstenabstriche dazugerechnet, womit der ursprüngliche Charakter der Küstenländer verloren ging. Parallel begannen ebenso einige italienische Seestädte wie Venedig, die ursprünglichen slawischen Küstenländer oftmals zu Albanien dazu zu zählen. So etwa war die Bucht von Kotor unter venezianischer Herrschaft auch als das „venezianische Albanien“ bekannt.